# Arroyo Yağlıdere

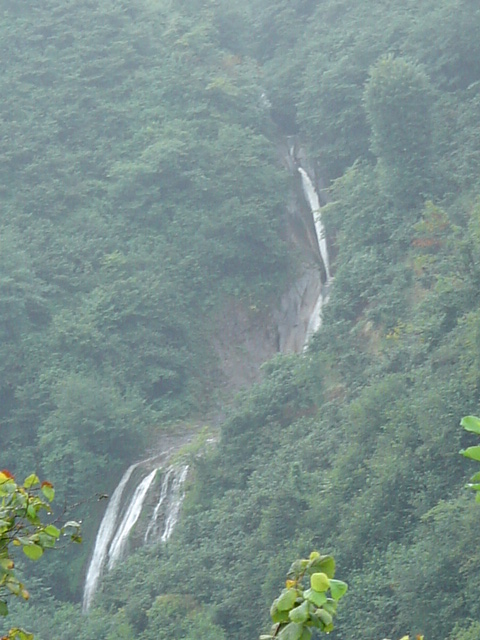
Cibril deresi, un pequeño afluente de Yağlıdere que se une a él en Köprübaşı en Espiye, Giresun.

El arroyo Yağlıdere es un corto río de Turquía, muy caudaloso, que desemboca en el mar Negro (Karadeniz en turco) en el extremo occidental del Espiye que es la capital del distrito de Espiye con el mismo nombre en la provincia de Giresun en Turquía.

## Descripción
Tiene dos afluentes grandes y muchos pequeños. Tohumluk Deresi, uno de sus brazos principales nace en las tierras altas de Kurtbeli usado por los nómadas en verano. Kılıçlar Deresi nace en Erimez. Estos brazos fluyen hacia el norte en dirección a Üçköprü (significa "tres puentes" en turco) del pueblo de Çakrak y se encuentran allí. Después de este punto se llama "Yağlıdere". En su muy estrecho valle fluye hacia abajo a la ciudad de Yağlıdere que está en el centro del distrito con el mismo nombre del arroyo. Finalmente acaba en el mar Negro en el oeste de la ciudad de Espiye en la costa. Tiene 65 km de largo. 
Es especialmente caudaloso en la primavera debido a las intensas lluvias y la nieve que proviene de sus manantiales ubicados en las colinas nevadas de los montes Giresun. Por eso ha habido serias inundaciones en el pasado a la ciudad de Yağlıdere. Recientemente debido a las excavaciones en el lecho del arroyo y la contaminación debido a los residuos sólidos del municipio de Yağlıdere necesita alguna protección y proyectos de habilitación que serán apoyados por organizaciones internacionales.

## Etimología
"Yağlıdere" es una palabra genérica compuesta en turco: "Yağ" significa "aceite" o "mantequilla", y "Yağlı" significa "oleoso" o "con mantequilla" en turco; "Dere" es «arroyo». Así, "Yağlıdere" puede traducirse como «arroyo oleoso».